# Distribució discreta de tipus fase
La distribució discreta de tipus fase és una distribució de probabilitats que resulta d'un sistema d'una o més distribucions geomètriques interrelacionades que es produeixen en una seqüència (o fases). La seqüència en què es produeixen cadascuna de les fases pot ser ella mateixa un procés estocàstic. La distribució es pot representar amb una variable aleatòria que descriu el temps fins a l'absorció d'una cadena de Màrkov absorbent amb un estat d'absorció. Cadascun dels estats de la cadena Màrkov representa una de les fases.
Té un temps continu és equivalent a la distribució de tipus fase.

## Definició
Una cadena de Màrkov que finalitza és una cadena de Markov on tots els estats són transitoris, excepte un que és absorbent. Reordenant els estats, la matriu de probabilitats de transició d'una cadena de Màrkov finalitzada amb {\displaystyle m} estats transitoris és:
{\displaystyle {P}=\left[{\begin{matrix}{T}&\mathbf {T} ^{0}\\\mathbf {0} &1\end{matrix}}\right],}
on {\displaystyle {T}} és una matriu {\displaystyle m\times m} i {\displaystyle \mathbf {T} ^{0}+{T}\mathbf {1} =\mathbf {1} }. La matriu de transició es caracteritza completament pel seu bloc superior esquerre {\displaystyle {T}}.
Definició: Una distribució a {\displaystyle \{0,1,2,...\}} és una distribució discreta de tipus de fase si es tracta de la distribució del primer temps de pas a l'estat absorbent d'una cadena de Màrkov que acaba amb molts estats.

## Característiques
Solucionem una cadena de Màrkov que finalitza. Denotem {\displaystyle {T}} el bloc superior esquerre de la matriu de transició i {\displaystyle \tau } la distribució inicial. La distribució de la primera vegada a l'estat absorbent es denota {\displaystyle \mathrm {PH} _{d}({\boldsymbol {\tau }},{T})} o {\displaystyle \mathrm {DPH} ({\boldsymbol {\tau }},{T})}.
La seva funció de distribució acumulada és
{\displaystyle F(k)=1-{\boldsymbol {\tau }}{T}^{k}\mathbf {1} ,}
per a {\displaystyle k=1,2,...}, i la seva funció de densitat és
{\displaystyle f(k)={\boldsymbol {\tau }}{T}^{k-1}\mathbf {T^{0}} ,}
per a {\displaystyle k=1,2,...}. Se suposa que la probabilitat que el procés comenci en l'estat d'absorció sigui zero. Els moments factorials de la funció de distribució són donats per,
{\displaystyle E[K(K-1)...(K-n+1)]=n!{\boldsymbol {\tau }}(I-{T})^{-n}{T}^{n-1}\mathbf {1} ,}
on {\displaystyle I} és la matriu identitat de la dimensió adequada.

## Casos especials
De la mateixa manera que la distribució de temps continu és una generalització de la distribució exponencial, la distribució de temps discret és una generalització de la distribució geomètrica. Per exemple:
- Distribució degenerada, punt massa a zero o distribució del tipus de fase buida: 0 fases.
- Distribució geomètrica: 1 fase.
- Distribució binomial negativa: 2 o més fases idèntiques en seqüència.
- Distribució geomètrica mixta: 2 o més fases no idèntiques, que tenen una probabilitat de produir-se de manera mútua o paral·lela. Aquest és l'anàlisi discret de la distribució hiperexponencial, però no s'anomena distribució hipergeomètrica, ja que aquest nom s'utilitza per a un tipus completament diferent de distribució discreta.